# Missel de 1962
Le missel de 1962 désigne le missel romain relatif publié par l'Église catholique en 1962 sous le pontificat de Jean XXIII.
Le missel de 1962, le dernier missel tridentin, fut remplacé en 1970 par le missel de 1969. Il existe toutefois une version intermédiaire dite « missel de 1965 ».

## Description
Ce missel remplaçait les éditions antérieures du Missel romain dont l'usage était successivement obligatoire dans la célébration de la messe du rite romain.
De ces éditions, la première fut celle publiée en 1570 par le pape Pie V. À partir de 1474 d'autres livres avaient déjà été publiés sur initiative privée avec le titre « Missel romain », mais à différence d'eux celui de 1570 fut publiée et imposé à l'Église latine par le Saint-Siège conformément à un décret du concile de Trente. Chacun de ses éditions avait comme titre Missale Romanum ex decreto ss. Concilii Tridentini restitutum (« Le Missel romain rétabli conformément au décret du sacro-saint concile de Trente »).
Le missel de 1962 est la dernière des éditions qui ont dans le titre cette référence au concile de Trente.

## Remplacement
Le missel de 1962 fut remplacé en 1970 par le missel de 1969 sous le titre Missale Romanum ex decreto sacrosancti oecumenici Concilii Vaticani II instauratum (Le Missel romain renouvelé conformément au décret du sacro-saint concile œcuménique Vatican II). À son tour, ce missel a été remplacé en 1975 par la seconde édition et en 2002 par la troisième du même titre, qui depuis alors est le missel officiel du rite romain.

## Utilisation continue du missel de 1962
En 1984, Jean-Paul II accorda aux évêques diocésains la faculté de permettre, sous certaines conditions, de célébrer la messe selon le missel de 1962 ; et en 1988 il les exhorta à utiliser généreusement cette faculté.
Benoît XVI dans Summorum Pontificum en 2007 abolit les conditions imposées par son prédécesseur. Il déclare que dans des messes célébrées sans le peuple tout prêtre peut utiliser le missel de 1962, et que, à la demande d'un groupe stable de fidèles, tout curé peut autoriser lui-même, sans devoir demander d'autorisation à l'évêque, la célébration de la messe selon le missel de 1962 et l'utilisation des autres livres liturgiques de la même époque.
En 2021, François a de nouveau restreint aux évêques diocésains, chacun dans son propre diocèse, la compétence exclusive d'autoriser, en suivant les orientations du Saint-Siège, l'utilisation du Missel romain de 1962 et a déclaré que ce missel n'est pas inclus parmi les livres liturgiques qui « sont la seule expression de la lex orandi du rite romain ».